# 여운재로
여운재로(Yeounjae-ro)는 전라남도 영암군 영암읍 역리삼거리에서 영암군 금정면 용흥삼거리 를잇는 전라남도의 도로이다. 

## 주요 경유지
전라남도
- 영암군 (영암읍 . 덕진면 . 금정면)

## 노선
| 이름                | 접속 노선              | 소재지 | 소재지 | 비고 |
| ------------------- | ---------------------- | ------ | ------ | ---- |
| 역리삼거리          | 낭주로 갈무정1길       | 영암군 | 영암읍 |      |
| 영암IC 교차로       | 국도 제13호선 (예향로) | 영암군 | 영암읍 |      |
| 대신교              |                        | 영암군 | 영암읍 |      |
| 대신삼거리          | 영보로                 | 영암군 | 영암읍 |      |
| (이름없음)          | 마당바우로             | 영암군 | 영암읍 |      |
| (이름없음)          | 칠성로                 | 영암군 | 덕진면 |      |
| 덕진면노송리 교차로 | 백룡로                 | 영암군 | 덕진면 |      |
| 여운재              |                        | 영암군 | 덕진면 |      |
| 연보 교차로         | 여운재1로              | 영암군 | 금정면 |      |
| 용두교              |                        | 영암군 | 금정면 |      |
| 용흥삼거리          | 국도 제23호선 (영나로) | 영암군 | 금정면 |      |

## 주요 시설및 건물
- 영암국민 체육센터 (여운재로 33/역리 100)
- 금정119지역대 (여운재로 1006/아천리 286)